# Diran
De Diran is een 7266 meter hoge berg in de Pakistaanse Karakoram. De berg is onderdeel van het Rakaposhi-Haramoshmassief tussen de Hunzavallei in het noorden en het Indusdal in het zuiden. De Diran ligt ongeveer 15 km ten oosten van de hoogste top in het massief, de Rakaposhi (7788 m).
De top van de Diran werd op 17 augustus 1968 voor het eerst beklommen door de Oostenrijkers Rainer Göschl, Rudolph Pischinger en Hanns Schell over de westelijke flank. Deze route was eerder door verschillende expedities tevergeefs geprobeerd. De tweede beklimming door een Spaans team in 1979 eindigde in een tragedie toen drie van de vier klimmers tijdens de afdaling omkwamen in een lawine.